# Phelister blairi
Phelister blairi är en skalbaggsart som beskrevs av Hinton 1935. Phelister blairi ingår i släktet Phelister och familjen stumpbaggar. Inga underarter finns listade i Catalogue of Life.